# اعتماد على الأمفيتامين
يُشير اعتماد على الأمفيتامين إلى

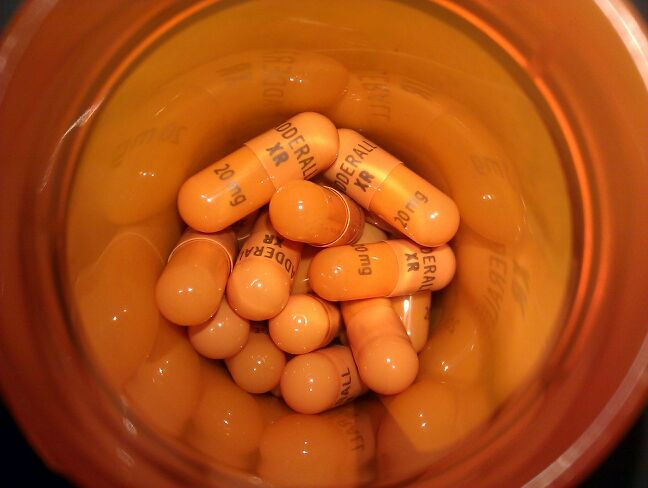
كبسولات أمفيتامينيَّة

حالة اعتماد نفسي على المواد الأمفيتامينية. الاستعمال طويل المدى للأمفيتامينيات -وخاصةً الميثامفيتامين- يمكن أن يَحِدَّ من نشاط الدوبامين في الدماغ.
تتجلى علامات تسمم الأمفيتامين في الابتهاج، وفرط النشاط الجنسي، وتسرع القلب، والتَعرُّق، وزيادة في التفكير والتَحدث والحركة. ومع مرور الوقت تظهر تغييرات عصبية تنكسية، مثل تغيير في السلوك، ونقص الوظائف الإدراكية، وعلامات تدهور عصبي، مثل انخفاض مستويات نواقل الدوبامين (DAT)، والسيروتونين (SERT) في الدماغ.

## البالغون
تعاطي البالغين الأمفيتامين بإمكانه إحداث تأثيرات دائمة في دماغهم. وفي القشرة الجبهية على وجه التحديد. يتزايد تعاطي الأمفيتامين بين الطلاب بسبب وجوده في منشطات موصوفة طبيًا، مثل أديرال (بالإنجليزية: Aderrall)‏.